# Seznam světového dědictví v ohrožení
Seznam světového dědictví v ohrožení je zvláštní seznam světového dědictví UNESCO zahrnující přírodní a kulturní památky, kterým hrozí akutní nebezpečí zániku. Toto nebezpečí může mít velmi různorodý původ, jedná se o hrozbu zničení památek např. v důsledku válečného konfliktu, ohrožení rozsáhlými veřejnými či soukromými projekty rychlého urbanistického či turistického rozvoje, hrozbu v podobě povodní a dalších přírodních katastrof, drancování apod. K červenci 2025 bylo na Seznamu světového dědictví v ohrožení 53 položek.
V následujícím seznamu je u každé položky uvedena země, český název lokality, oficiální anglický název dle seznamu UNESCO, důvod zařazení na Seznam světového dědictví v ohrožení a odkaz na podrobnější informace na stránkách UNESCO. Číslo v odkazu je současně číslo, pod kterým je lokalita vedena v Seznamu světového dědictví.

## Afghánistán
- Kulturní krajina a archeologické pozůstatky Bamjánského údolí
Cultural Landscape and Archaeological Remains of the Bamiyan Valley
 Lokalita je opuštěná a ohrožená vojenskými akcemi. Část lokality je nepřístupná s ohledem na rozmístění nášlapných min. Stav maleb v jeskyních se prudce zhoršuje. V roce 2001 zde došlo ke zničení bámjánských Buddhů.
2003
 http://whc.unesco.org/en/list/208

- Minaret a archeologické pozůstatky Džámu
 Minaret and Archaeological Remains of Jam
Stejně jako údolí Bamjan je lokalita ohrožena vojenskými akcemi a rozmístěnými nášlapnými minami.
2002
 http://whc.unesco.org/en/list/211

## Bolívie
- Město Potosí
City of Potosí
Pokračující nekontrolovaná těžba v hoře Cerro Rico. 
2014 
 http://whc.unesco.org/en/list/420

## Guinea
- Přírodní rezervace Mount Nimba
Mount Nimba Strict Nature Reserve
 Rezervace je ohrožena přílivem utečenců z oblastí válečných konfliktů, kteří vypalují lesy a loví zvěř.
1981, 1992
 http://whc.unesco.org/en/list/155

## Honduras
- Biosférická rezervace Río Plátano
Río Plátano Biosphere Reserve
Biosférická rezervace v oblasti tropického deštného lesa.
1982 
 http://whc.unesco.org/en/list/196

## Indonésie
- Tropický deštný les Sumatry
Tropical Rainforest Heritage of Sumatra
Deštnými lesy se Sumatry se míní tři národní parky: Gunung Leuser, Kerinci Seblat a Bukit Basrisan.
2004
 http://whc.unesco.org/en/list/1167

## Irák
- Aššúr
Ashur (Qal'at Sherqat)
 Na řece Tigris je plánována výstavba přehrady, která by zatopila značnou část lokality.
2003
 http://whc.unesco.org/en/list/1130
- Archeologické město Samarra
Samarra Archaeological City
Vykopávky mocné islámské metropole z období Abbásovské říše podél řeky Tigris v délce 41 km a šířce 4-8 km. 80% lokality není dosud prozkoumáno. 
2007
http://whc.unesco.org/en/list/276
- Hatra
Hatra
Opevněné město je svědectvím o moci Parthské říše.
1985
 http://whc.unesco.org/en/list/277

## Jemen
- Staré opevněné město Šibám
Old Walled City of Shibam
Opevněné město z 16. století je typické svými věžovými stavbami.
1982
 http://whc.unesco.org/en/list/192
- Staré město Saná
Old City of Sana'a 
Město staré 2 500 let, v 7. století hlavní centrum šíření islámu.
1986
 http://whc.unesco.org/en/list/385
- Historické město Zabid
Historic Town of Zabid
Historické město, kdysi hlavní město Jemenu, sídlo islámské univerzity.
1993
 http://whc.unesco.org/en/list/611
- Památky starověkého Sabejského království v Maribu
Landmarks of the Ancient Kingdom of Saba, Marib
2023
https://whc.unesco.org/en/list/1700

## Jordánsko
- Jeruzalémské Staré město a hradby (navrženo Jordánskem)
Jerusalem (Site proposed by Jordan) - Old City of Jerusalem and its Walls
 Památky jsou ohroženy rozsáhlou výstavbou v okolí a nadměrným turistickým ruchem.
1982
 http://whc.unesco.org/en/list/148

## Keňa
- Národní parky v okolí jezera Turkana
Lake Turkana National Parks
Ohrožení spočívá především ve vlivu vodní nádrže Gibe III.
2018
 http://whc.unesco.org/en/list/801

## Konžská demokratická republika
- Národní park Garamba
Garamba National Park
Pytláctvím je ohrožena populace vzácných bílých nosorožců.
1996
 http://whc.unesco.org/en/list/136
- Národní park Kahuzi-Biega
Kahuzi-Biega National Park
Rezervace je ohrožena přílivem utečenců z oblastí válečných konfliktů, kteří vypalují lesy a loví zvěř.
1997
 http://whc.unesco.org/en/list/137
- Přírodní rezervace Okapi
Okapi Wildlife Reserve
Rezervace je rabována polovojenskými oddíly, kteří vybíjejí slony. Většina personálu opustila rezervaci.
1997
 http://whc.unesco.org/en/list/718
- Národní park Virunga
Virunga National Park
Kromě ohrožení v důsledku válečných konfliktů několikanásobně vzrostl počet obyvatel v okolí Edwardova jezera, kteří vypalují lesy a loví zvěř. Horské gorily žijící ve vysokých nadmořských výškách zatím ohroženy nejsou.
1994
 http://whc.unesco.org/en/list/63

## Libanon
- Mezinárodní výstaviště Rašida Karami v Tripolisu
Rachid Karami International Fair-Tripoli
Nedokončený výstavní areál navržený architektem Oscarem Niemeyerem
2023
https://whc.unesco.org/en/list/1702

## Libye
- Kyréna
Archaeological Site of Cyrene 
Antické město, řecké a římské památky.
1982
 http://whc.unesco.org/en/list/190
- Leptis Magna
Archaeological Site of Leptis Magna
Kdysi významné římské město.
1982
 http://whc.unesco.org/en/list/183
- Sabráta
Archaeological Site of Sabratha
Dávné obchodní středisko Féničanů přestavěné Římany.
1982
 http://whc.unesco.org/en/list/184
- Tadrart Acacus
Rock-Art Sites of Tadrart Acacus
Prehistorické osídlení a tisíce skalních maleb.
1985
 http://whc.unesco.org/en/list/287

## Mali
- Djenné
Old Towns of Djenné
Město staré přes 2 000 let, středisko obchodu a jedno z duchovních center islámu.
1988
 http://whc.unesco.org/en/list/116
- Timbuktu
Timbuktu 
Duchovní centrum šíření islámu, má řadu islámských památek.
1988
 http://whc.unesco.org/en/list/119
- Hrobka Askíja
Tomb of Askia
17 metrů vysokou pyramidovou stavbu vystavěl r. 1495 Askia Mohamed, vládce říše Songhaj, v jejím hlavním městě Gao.
2004
 http://whc.unesco.org/en/list/1139

## Mexiko
- Ostrovy a chráněná území Kalifornského zálivu
Islands and Protected Areas of the Gulf of California 
Ostrovy, otevřené moře a pobřeží, žije zde posledních pár jedinců kytovce sviňucha kalifornská
2005, v ohrožení od 2019 
 http://whc.unesco.org/en/list/1182

## Mikronésie
- Nan Madol - ceremoniální centrum východní Mikronésie 
Nan Madol: Ceremonial Centre of Eastern Micronesia'
Nan Madol byl zhruba do roku 1500 n. l. obřadním a politickým střediskem Saudeleurské dynastie.
2016
http://whc.unesco.org/en/list/1503

## Niger
- Aïr a Ténéré
Air and Ténéré Natural Reserves 
 Ohroženo plánovanou stavbou přehrady na řece Mékrou a těžbou fosfátů.
1992
 http://whc.unesco.org/en/list/573

## Palestina
- Země olivovníků a vinné révy - kulturní krajina jižního Jeruzaléma, Battir
Land of Olives and Vines – Cultural Landscape of Southern Jerusalem, Battir
Systém zavlažování terasovitých políček v hospodářsky využívaných údolích.
2014
 http://whc.unesco.org/en/list/1487
- Staré město Hebronu
Hebron/Al-Khalil Old Town
Historické jádro města.
2017
http://whc.unesco.org/en/list/1565
- Klášter svatého Hilariona/Tell Umm Amer
Saint Hilarion Monastery/ Tell Umm Amer
Pozůstatky křesťanského kláštera z 5. století, který patří k nejstarším, největším a nejsložitějším na Blízkém východě.
2024
http://whc.unesco.org/en/list/1749

## Panama
- Portobelo a San Lorenzo
Fortifications on the Caribbean Side of Panama: Portobelo-San Lorenzo
Španělské pevnosti ze 17.-18. století jsou příklady vojenské architektury.
1980 
 http://whc.unesco.org/en/list/135

## Peru
- Chan Chan
Chan Chan Archaelogical Zone 
 Rychle pokračující přírodní eroze větrem a deštěm předstihuje tempo konzervačních prací.
1986 
 http://whc.unesco.org/en/list/366

## Pobřeží slonoviny
- Přírodní rezervace Mount Nimba
Mount Nimba Strict Nature Reserve
 Mezinárodní společnost požádala o udělení licence k těžbě železné rudy. Rezervace je ohrožena rovněž přílivem utečenců z Guineje.
1992
 http://whc.unesco.org/en/list/155

## Rakousko
- Vídeň
Historic Centre of Vienna
 Necitlivá novodobá výstavba v blízkosti či přímo v historickém centru města.
2017 
 http://whc.unesco.org/en/list/1033

## Rumunsko
- Důlní oblast Roșia Montană
Roșia Montană Mining Landscape
 Záměr potenciálního obnovení těžby minerálů.
2021 
 http://whc.unesco.org/en/list/1552

## Spojené státy americké
- Národní park Everglades
Everglades National Park 
Národní park, který chrání ekosystém zaplavovaných nížin na Floridě.
1979
 http://whc.unesco.org/en/list/76

## Srbsko
- Středověké památky v Kosovu
Medieval Monuments in Kosovo
Středověké byzantské chrámy stojí na úpatí pohoří Prokletije v západní části provincie Kosovo.
2004
 http://whc.unesco.org/en/list/724

## Středoafrická republika
- Národní park Manovo-Gounda Saint Floris
Manovo-Gounda St Floris National Park
 V oblasti operují těžce ozbrojení pytláci. Čtyři zaměstnanci Parku byli zastřeleni a plánované rozvojové projekty zastaveny.
1997
 http://whc.unesco.org/en/list/475

## Sýrie
- Starověká část Damašku
Ancient City of Damascus
Jedno z nejstarších měst na Středním východě.
1979
 http://whc.unesco.org/en/list/20
- Starověká část Bosra
Ancient City of Bosra
Město bývalo zastávkou karavan na cestě do Mekky. Dochovalo se římské divadlo, raně křesťanské ruiny a několik mešit.
1980
 http://whc.unesco.org/en/list/22
- Palmýra
Site of Palmyra
Oáza v poušti a zbytky starověkého velkoměsta.
1980
 http://whc.unesco.org/en/list/23
- Aleppo
Ancient City of Aleppo
Křižovatka obchodních cest. Převažují islámské památky.
1986
 http://whc.unesco.org/en/list/21
- Krak des Chevaliers a Saladinova citadela
Crac des Chevaliers and Qal’at Salah El-Din
Dva hrady z období křižáckých válek. 
2006
 http://whc.unesco.org/en/list/1229
- Starobylé vesnice v severní Sýrii
Ancient Villages of Northern Syria
Vesnice byly opuštěny mezi 8. a 10. století, zachovalý příklad venkovských obydlí za pozdního starověku a období Byzantské říše.
2011
http://whc.unesco.org/en/list/1348

## Šalomounovy ostrovy
- Východní Rennell
East Rennell
Přírodní rezervace s jezerem Tegano. Největší korálový atol na světě.
1998
 http://whc.unesco.org/en/list/854

## Tanzanie
- Selousova rezervace
Selous Game Reserve
Rezervace zvěře, území téměř nedotčené člověkem.
1982
 http://whc.unesco.org/en/list/199

## Ukrajina
- Historické centrum Oděsy
The Historic Centre of Odesa
Oděsa byla prohlášena za světové dědictví v naléhavém řízení v lednu 2023, kvůli jejího ničení během ruské invaze na Ukrajinu.
2023
 http://whc.unesco.org/en/list/1703
- Kyjev
Kiev: Saint-Sophia Cathedral and Related Monastic Buildings, Kiev-Pechersk Lavra
Katedrála svaté Sofie byla symbolem ruského knížectví, klášter Kyjevskopečerská lávra přispíval k šíření pravoslaví (rozsáhlé katakomby).
1990, v ohrožení od 2023
 http://whc.unesco.org/en/list/527
- Historické centrum Lvova
L'viv - the Ensemble of the Historic Centre
Lvov, založený v pozdním středověku, po několik století rozkvétal jako administrativní, náboženské a obchodní centrum.
1998, v ohrožení od 2023 
http://whc.unesco.org/en/list/865

## Uzbekistán
- Historické centrum Šahrisabzu
Historic Centre of Shakhrisyabz
Historické budovy v centru města jsou ohrožována novou zástavbou
2016
http://whc.unesco.org/en/news/1522

## Venezuela
- Coro s přístavem
Coro and its Port
Jediný zachovalý příklad míšení místních a evropských tradic.
1993 
 http://whc.unesco.org/en/list/658

## V minulosti zapsané památky
Některé památky ze Seznamu světového dědictví v ohrožení byly z různých důvodů z tohoto seznamu vyjmuty. Jejich seznam následuje níže, v závorkách jsou uvedeny roky, mezi kterými byly na tomto seznamu zapsány:
- Kotor, Černá Hora (1979–2003)
- Djoudj, Senegal (1984–1988)
- Ngorongoro, Tanzanie (1984–1989)
- Národní park Garamba, Konžská demokratická republika (1984–1992)
- Královské paláce v Abomey, Benin (1985–2007)
- Pevnost Bahla, Omán (1988–2004)
- Solný důl Wieliczka, Polsko (1989–1998)
- Timbuktu, Mali (1990–2005)
- Dubrovník, Chorvatsko (1991–1998)
- Plitvická jezera, Chorvatsko (1992–1997)
- Přírodní rezervace Srebarna, Bulharsko (1992–2003)
- Angkor, Kambodža (1992–2004)
- Národní park Sangay, Ekvádor (1992–2005)
- Národní park Manas, Indie (1992–2011)
- Národní park Everglades, USA (1993–2007)
- Národní park Yellowstone, USA (1995–2003)
- Národní park Ichkeul, Tunisko (1996–2006)
- Río Plátano, Honduras (1996–2007)
- Butrint, Albánie (1997–2005)
- Národní park Iguaçu, Brazílie (1999–2001)
- Národní park Ruwenzori, Uganda (1999–2004)
- Hampi, Indie (1999–2006)
- Národní park Simienské hory, Etiopie (1999–2017)
- Národní park Salonga, Konžská demokratická republika (1999-2021)
- Djoudj, Senegal (2000–2006)
- Šalimarovy zahrady a Láhaurská pevnost, Pákistán (2000–2012)
- Rýžové terasy filipínských Kordiller, Filipíny (2001–2012)
- Tipasa, Alžírsko (2002–2006)
- Údolí Káthmándú, Nepál (2003–2007)
- Staré město (Baku) – Palác Širvanšáhů a Panenská věž, Ázerbájdžán (2003–2009)
- Národní park Comoé, Pobřeží slonoviny (2003–2017)
- Kolínská katedrála, Německo (2004–2006)
- Bam a jeho kulturní krajina, Írán (2004–2013)
- Kilwa Kisiwani a Songo Mnara, Tanzanie (2004–2014)
- Ledkové doly Humberstone a Santa Laura, Chile (2005–2019)
- Galapágy, Ekvádor (2007–2010)
- Národní park Los Katíos, Kolumbie (2009–2015)
- Historické památky v Mcchetě, Gruzie (2009–2016)
- Belizský bariérový útes, Belize (2009-2018)
- Katedrála Bagrati a klášter Gelati, Gruzie (2010–2017)
- Hrobky bugandských králů v Kasubi, Uganda (2010-2023)
- Betlém – místo narození Ježíše Krista – Chrám Narození Páně a poutnická cesta, Palestina (2012–2019)
- Národní park Niokolo-Koba, Senegal (2007-2024)
- Deštné lesy Atsinanana, Madagaskar (2010-2015)
- Abú Mena, Egypt (2001-2025)
- Ghadames, Libye (2016-2025)

Ze Seznamu světového dědictví byly zcela vyškrtnuty pouze tři památky: Labské údolí v Drážďanech, Německo (2004-2009), Útočiště přímorožce arabského, Omán (1994–2007) a Liverpool – námořní obchodní centrum (2004–2021). Gruzínská památka „katedrála Bagrati a klášter Gelati“ byla na seznamu dědictví v ohrožení mezi roky 2010–2017, v roce 2017 byla katedrála Bagrati zcela z UNESCO vyřazena, zatímco klášter Gelati zůstává pod ochranou UNESCO, již mimo ohrožení.